# Walter Levinthal
Walter Michel Levinthal (* 12. April 1886 in Berlin; † 17. November 1963 in Edinburgh) war ein deutsch-britischer Bakteriologe. Er wurde u. a. als Entdecker des Psittakoseerregers bekannt.

## Leben und Tätigkeit

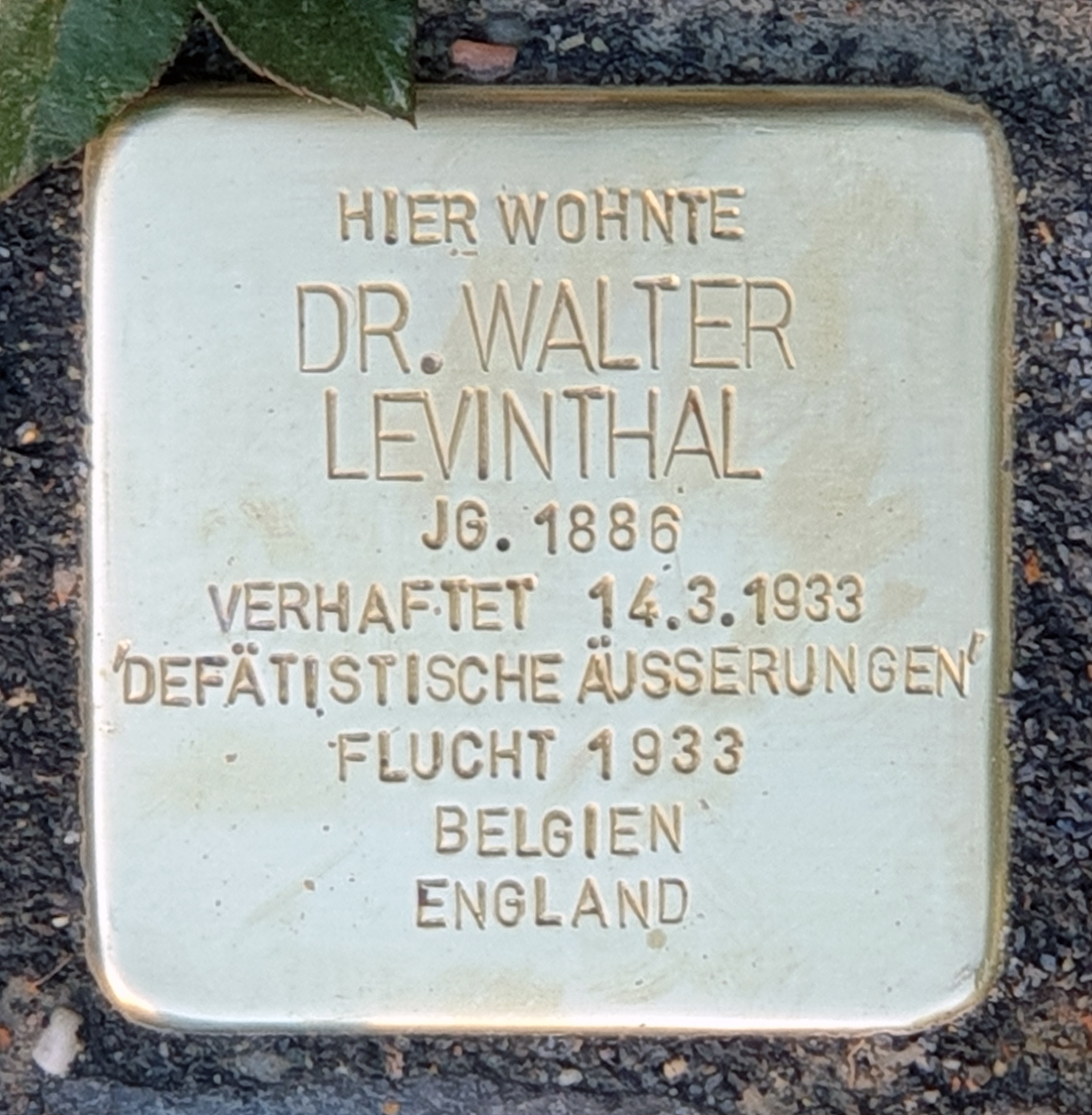
Stolperstein am Haus, Barbarossaplatz 3, in Berlin-Schöneberg

Nach dem Schulbesuch studierte Levinthal Medizin an den Universitäten Berlin, Freiburg und München. Seine Schwerpunkte legte er auf Zoologie, Serologie und Bakteriologie. 1909 bestand er das Staatsexamen. Er promovierte in Berlin. 1914 wurde er Assistent. Als Labordirektor widmete er sich der Untersuchung des sogenannten Influenzabazillus. 1918 entwickelte er das Levinthal agar.
Zum 1. Januar 1919 trat Levinthal als wissenschaftlicher Assistent in das Robert Koch-Institut in Berlin ein. Dort setzte er seine Studien über die Influenza fort und war mehrere Jahre lang stellvertretender Direktor der Forschungsabteilung. In dieser Stellung war er auch Prüfer an der staatlichen Schule für Desinfektionspersonal.
1924 verbrachte Levinthal drei Monate am Rockefeller Institute in New York. Danach setzte er seine Forschungen über Pneumokokken und die Variabilität von Diphtheriebazillen in Berlin fort. Als Experimentalforscher machte er sich einen Namen durch die Entwicklung einer Methode für die Kultivierung einzelner Zellen: Mithilfe einer manuell gesteuerten Glasnadel manipulierte er eine einzelne Zelle innerhalb einer mikroskopischen Kammer und beobachtete ihre Teilung.
Im Zuge seiner Forschung über Anaerobier führte er den von Fildes entwickelten Apparat für die Erforschung anaerober Kulturen in die Arbeit des Instituts ein.
Politisch war Levinthal links orientiert. Ab November 1926 redigierte er zusammen mit seinem Freund Kurt Großmann die Zeitschrift Die Menschenrechte für die Deutsche Liga für Menschenrechte, wobei Großmann nach außen hin als verantwortlicher Redakteur zeichnete.
1926 heiratete er die katholische Anna Maria Julia Clerens, die aus Mettecoven in Belgien stammte. Der Sohn Claude Walter wurde 1926 geboren.
Vom 1. April 1928 an war Levinthal Oberassistent von Fred Neufeld, später arbeitete er mit Kleine zusammen.
Am 24. März 1930 demonstrierte Levinthal im Rahmen einer Sitzung der Berliner Mikrobiologischen Gesellschaft in der Perikardialflüssigkeit von künstlich infizierten Versuchspapageien winzige filtrierbare Kokkoide, wodurch er diese als Erreger der Ornithose nachweisen konnte. Für diese Entdeckung erhielt er 1931 den Paul-Ehrlich-Preis. In der Literatur der angelsächsischen Länder ist zudem in Anerkennung des Umstandes, dass Levinthal seine Entdeckung etwas vor seinen Kollegen Alfred C. Coles und Ralph Douglas Lillie – die unabhängig von ihm dasselbe feststellen konnten – machte, auch von Levinthal-Coles-Lillie-Bodies die Rede.
Nach der Machtergreifung der Nationalsozialisten im Frühjahr 1933 wurde Levinthal aus dem Dienst des Robert Koch-Instituts entlassen. Am 15. März 1933 wurde er nach einer Denunziation durch Institutsmitarbeiter beim Verlassen seiner Arbeitsstätte von einem SA-Trupp verhaftet und wegen angeblicher defätistischer Äußerungen über Nacht im Polizeigefängnis festgehalten. Er siedelte nach Großbritannien über, wo er nacheinander in London, Bath und Edinburgh lebte. In Bath war er für das Centre of Treatment of Rheumatism tätig. In Edinburgh forschte er am Royal College of Physicians Laboratory, auf der er bis in die 1950er Jahre blieb.
In Deutschland wurde Levinthal derweil von den nationalsozialistischen Polizeiorganen als Staatsfeind eingestuft. Im Frühjahr 1940 wurde er vom Reichssicherheitshauptamt auf die Sonderfahndungsliste G.B. gesetzt, ein Verzeichnis von Personen, die im Falle einer erfolgreichen deutschen Invasion Großbritanniens durch die Sonderkommandos der SS-Einsatzgruppen mit besonderer Priorität ausfindig gemacht und verhaftet werden sollten.
Nach dem Zweiten Weltkrieg wurde Levinthal als NS-Verfolgter anerkannt und erhielt die Pension eines Professor emeritus des Robert Koch-Instituts zugesprochen.
Seit 1942 war er Mitglied (Fellow) der Royal Society of Edinburgh.
Am 7. Oktober 2022 wurde vor seinem ehemaligen Wohnort, Berlin-Schöneberg, Barbarossaplatz 3, ein Stolperstein verlegt.

## Schriften
- Zum Abbau des Xanthins und Coffeins im Organismus des Menschen, 1912. (Dissertation)
- Die Grippe Pandemie von 1918 – Epidemiologie, Ätiologie, Pathomorphologie und Pathogenese der Grippe, zusammen mit Max H. Kuczynski, Erich K. Wolff, J. F. Bergmann Verlag, 1921, ISBN 978-3-662-33364-8
- Recent Observations on Psittacosis, 1935.